# Werner Daehn
Werner Daehn (ur. 14 października 1967 w Wormacji) – niemiecki aktor filmowy i telewizyjny.

## Filmografia

### Filmy fabularne
- 2001: Wróg u bram jako politruk
- 2002: xXx jako Kirill
- 2006: Życie na podsłuchu jako dyrektor operacji w mundurze
- 2006: Nieobliczalny jako Cyrell
- 2007: Fałszerze jako Rosenthal
- 2008: Walkiria jako major Ernst John von Freyend
- 2008: Speed Racer jako Sempre Fi-Ber Leader
- 2010: Kajínek jako Perner
- 2012: Alex Cross jako Erich Nunemacher
- 2013: Agentura jako Yuri
- 2017: Tom of Finland jako Müller
- 2018: Wilkołak jako Esesman

### Seriale TV
- 1996: Tatort: Tod im Jaguar
- 2005: Ucieczka z Colditz jako Ullman
- 2006: Balko jako Christian Rademann
- 2011: Kobra – oddział specjalny - odc. Szybciej, wyżej, mocniej (Höher, schneller, weiter!) jako Uwe Kleist
- 2014: Tatort: Der Maulwurf jako Timo Lemke
- 2015: Tatort: Frohe Ostern, Falke jako SEK-Beamter
- 2017: Kobra – oddział specjalny - odc.: Miłość bez granic (Atemlose Liebe) jako Walter Holdermann
- 2018: Tatort: Meta jako Dierke